# Koonwarra
Koonwarra ist eine Stadt in der Region South Gippsland im australischen Bundesstaat Victoria. Im Jahr 2016 hatte Koonwarra 404 Einwohner. Die Stadt liegt am South Gippsland Highway, etwa 128 Kilometer südöstlich von Melbourne. Von den 1890ern bis 1991 war der Ort an das Eisenbahnnetz angeschlossen; dann wurde die Eisenbahnstrecke nach Barry Beach stillgelegt.